# Beania cupulariensis
Beania cupulariensis is een mosdiertjessoort uit de familie van de Beaniidae. De wetenschappelijke naam van de soort is voor het eerst geldig gepubliceerd in 1914 door Osburn.